# 78 Большой Медведицы
78 Большой Медведицы (лат. 78 Ursae Majoris), HD 103483 — двойная звезда в созвездии Большой Медведицы на расстоянии (вычисленном из значения параллакса) приблизительно 83 световых лет (около 25,4 парсеков) от Солнца. Видимая звёздная величина звезды — +4,93m. Орбитальный период — около 104,9 лет. Возраст звезды оценивается как около 785 млн лет.

## Характеристики
Первый компонент — жёлто-белая звезда спектрального класса F1V или F2V. Видимая звёздная величина — +5,02m. Масса — около 1,34 солнечной, радиус — около 1,68 солнечного, светимость — около 5,75 солнечных. Эффективная температура — около 6908 К.
Второй компонент — жёлтый карлик, предположительно переменная звезда спектрального класса G6V. Видимая звёздная величина — от +10,5m до +7,4m.